# Новокалитвянский район
Новокалитвянский район — административно-территориальная единица в составе Центрально-Чернозёмной и Воронежской областей, существовавшая в 1928—1959 годах. Центр — село Новая Калитва.
Новокалитвянский район был образован в 1928 году в составе Россошанского округа Центрально-Чернозёмной области. 30 июля 1930 года в связи с ликвидацией окружной системы в СССР Новокалитвянский район перешёл в прямое подчинение Центрально-Чернозёмной области.
13 июля 1934 года Новокалитвянский район был включён в состав Воронежской области.
По данным переписи населения 1939 года: украинцы — 61,3 % или 17 930 чел., русские — 38,5 % или 11 255 чел.
По данным 1945 года Иванинский район делился на 14 сельсоветов: Гороховский 1-й, Гороховский 2-й, Дерезовский, Ивановский, Криничанский, Кулаковский, Нижне-Карабутский, Ново-Калитвенский, Ольховатский, Первомайский, Старо-Калитвенский, Стеценковский, Терновский и Цапковский.
12 октября 1959 года Новокалитвянский район был упразднён, а его территория разделена между Верхнемамонским и Россошанским районами.